# Hans Espe

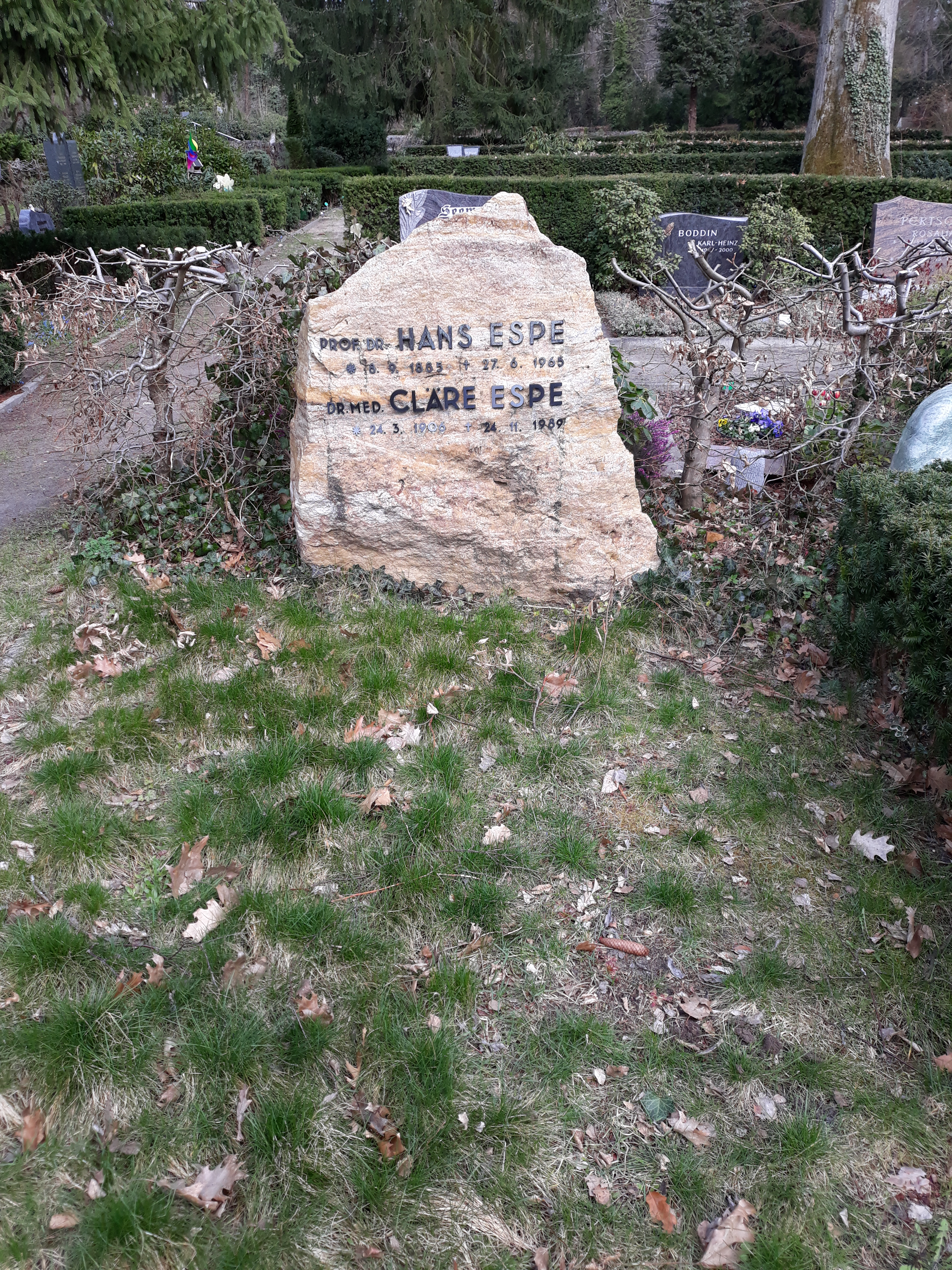
Das Grab von Hans Espe und seiner Ehefrau Cläre auf dem Friedhof Hermsdorf in Berlin.

Hans Espe (* 8. September 1885 in Königsberg; † 27. Juni 1965 im Zug bei Hannover) war ein deutscher Lehrer und Hochschullehrer für Romanistik.

## Leben
Hans Espe legte 1903 am Friedrichkollegium Königsberg das Abitur ab. Er studierte Deutsch, Französisch und Englisch in Königsberg und Paris (1904) und wirkte von 1915 als Oberlehrer in Wilhelmshaven-Rüstringen und in Berlin-Zehlendorf, 1919 bis 1924 als Oberstudiendirektor in Rheinhausen, 1924 bis 1933 als Landesschulrat in Bückeburg. Im Landtag von Schaumburg-Lippe gab es 1927 eine Untersuchung wegen eines Disziplinarverfahrens gegen das SPD-Mitglied Espe, in dem die politischen Gegensätze aufeinander trafen. Ihn traf der Vorwurf, betrunken als Franzosenfreund für die Fremdenlegion geworben und öffentlich die französische Nationalhymne Marseillaise gesungen zu haben. 1933 wurde er zur Maßregelung als Realgymnasialdirektor nach Danzig geschickt (bis 1940 im Dienst), wo er aber 1936–1940 den Romanisten Hermann Gmelin an der Technischen Hochschule vertrat.
Nach dem Krieg wurde er im Oktober von der Sowjetischen Militäradministration in Deutschland (SMAD) als Leiter der Lehrerbildung in Erfurt eingesetzt, lehrte aber 1946 bis 1948 als a. o. Professor für Romanistik an der Universität Jena und wirkte 1948 bis 1950 als Kulturattaché beim französischen Hochkommissar in Baden-Baden und Mainz. Nach dem Weggang nach West-Berlin 1948 lehrte er an der Freien Universität Pädagogik und leitete ab 1950 das Wissenschaftliche Lehrerprüfungsamt in Berlin.
Espe war ein früher Vertreter der Vergleichenden Pädagogik und übersetzte 1954 als erster Marc-Antoine Jullien de Paris. Von 1960 bis 1964 leitete er den Europäischen Erzieherbund.

## Schriften
- Die Interjektionen im Altfranzösischen, Diss. Königsberg 1908
- Rahmenlehrplan für die Volksschulen des Freistaates Schaumburg-Lippe: Nach d. Entwürfen der Lehrplankommission, 1928
- Die Jugend und der neue Staat. Handbuch für die Erziehung der Jugend zu staatspolitischem Denken. Dresden 1929
- Der Gedanke der Vereinigten Staaten Europas im deutschen Schrifttum, Bielefeld 1930
- (Hrsg.): Die Bedeutung der vergleichenden Erziehungswissenschaft für Lehrerschaft und Schule: Eine Sammlung von Aufsätzen aus- u. inländ. Vertreter d. vergleichenden Erziehungswissenschaft, Berlin 1957
- Europa im Unterricht, 1963

## Einzelbelege
1. ↑  Christian Krollmann (Hrsg.): Altpreussische Biographie: lfd. 1-2 Ergänzungen zu Band I bis III. Elwert, 1989, ISBN 978-3-7708-0891-5, S. 1204 (google.de [abgerufen am 16. Juni 2020]).
2. ↑  Moritz Gruninger: Freistaat oder Landkreis? Diss. Hannover 2020, S. 214ff PDF-Datei
3. ↑  Wolfgang Dahmen: Die Bedeutung der romanischen Sprachen im Europa der Zukunft: Romanistisches Kolloquium IX. Gunter Narr Verlag, 1996, ISBN 978-3-8233-5073-6 (google.de [abgerufen am 16. Juni 2020]).
4. ↑  Ostpreußenblatt 11/39 in der Ehrung zum 75. Geburtstag (24. September 1960)

| Personendaten    | Personendaten                                    |
| ---------------- | ------------------------------------------------ |
| NAME             | Espe, Hans                                       |
| ALTERNATIVNAMEN  | Espe, Gottfried Hans August (vollständiger Name) |
| KURZBESCHREIBUNG | deutscher Lehrer und Romanist                    |
| GEBURTSDATUM     | 8. September 1885                                |
| GEBURTSORT       | Königsberg (Preußen)                             |
| STERBEDATUM      | 27. Juni 1965                                    |
| STERBEORT        | bei Hannover                                     |